# Al-Musayab District
Al-Musayab District är ett distrikt i Irak.   Det ligger i provinsen Babil, i den centrala delen av landet, 60 km söder om huvudstaden Bagdad.
Följande samhällen finns i Al-Musayab District:
- Al Ḩillah
- Al Musayyib
- Nāḩīyat Saddat al Hindīyah